# Нешвил (Џорџија)
Нешвил (енгл. Nashville) град је у америчкој савезној држави Џорџија. По попису становништва из 2010. у њему је живело 4.939 становника.

## Демографија
Према попису становништва из 2010. у граду је живело 4.939 становника, што је 242 (5,2%) становника више него 2000. године.
| Група             | 2000.         | 2010.         |
| Белци             | 3.540 (75,4%) | 3.648 (73,9%) |
| Афроамериканци    | 1.013 (21,6%) | 1.047 (21,2%) |
| Азијати           | 21 (0,4%)     | 22 (0,4%)     |
| Хиспаноамериканци | 74 (1,6%)     | 160 (3,2%)    |
| Укупно            | 4.697         | 4.939         |